# 1593
Portal Geschichte | Portal Biografien | Aktuelle Ereignisse | Jahreskalender | Tagesartikel

◄ |
15. Jahrhundert |
16. Jahrhundert
| 17. Jahrhundert | ►

◄ |
1560er |
1570er |
1580er |
1590er
| 1600er | 1610er | 1620er | ►

◄◄ |
◄ |
1589 |
1590 |
1591 |
1592 |
1593
| 1594 | 1595 | 1596 | 1597 | ► | ►►
Staatsoberhäupter  · Nekrolog   · Musikjahr
| Januar | Januar | Januar | Januar | Januar | Januar | Januar | Januar |
| Kw     | Mo     | Di     | Mi     | Do     | Fr     | Sa     | So     |
| ------ | ------ | ------ | ------ | ------ | ------ | ------ | ------ |
| 53     |        |        |        |        | 1      | 2      | 3      |
| 1      | 4      | 5      | 6      | 7      | 8      | 9      | 10     |
| 2      | 11     | 12     | 13     | 14     | 15     | 16     | 17     |
| 3      | 18     | 19     | 20     | 21     | 22     | 23     | 24     |
| 4      | 25     | 26     | 27     | 28     | 29     | 30     | 31     |

| Februar | Februar | Februar | Februar | Februar | Februar | Februar | Februar |
| Kw      | Mo      | Di      | Mi      | Do      | Fr      | Sa      | So      |
| ------- | ------- | ------- | ------- | ------- | ------- | ------- | ------- |
| 5       | 1       | 2       | 3       | 4       | 5       | 6       | 7       |
| 6       | 8       | 9       | 10      | 11      | 12      | 13      | 14      |
| 7       | 15      | 16      | 17      | 18      | 19      | 20      | 21      |
| 8       | 22      | 23      | 24      | 25      | 26      | 27      | 28      |

| März | März | März | März | März | März | März | März |
| Kw   | Mo   | Di   | Mi   | Do   | Fr   | Sa   | So   |
| ---- | ---- | ---- | ---- | ---- | ---- | ---- | ---- |
| 9    | 1    | 2    | 3    | 4    | 5    | 6    | 7    |
| 10   | 8    | 9    | 10   | 11   | 12   | 13   | 14   |
| 11   | 15   | 16   | 17   | 18   | 19   | 20   | 21   |
| 12   | 22   | 23   | 24   | 25   | 26   | 27   | 28   |
| 13   | 29   | 30   | 31   |      |      |      |      |

| April | April | April | April | April | April | April | April |
| Kw    | Mo    | Di    | Mi    | Do    | Fr    | Sa    | So    |
| ----- | ----- | ----- | ----- | ----- | ----- | ----- | ----- |
| 13    |       |       |       | 1     | 2     | 3     | 4     |
| 14    | 5     | 6     | 7     | 8     | 9     | 10    | 11    |
| 15    | 12    | 13    | 14    | 15    | 16    | 17    | 18    |
| 16    | 19    | 20    | 21    | 22    | 23    | 24    | 25    |
| 17    | 26    | 27    | 28    | 29    | 30    |       |       |

| Mai | Mai | Mai | Mai | Mai | Mai | Mai | Mai |
| Kw  | Mo  | Di  | Mi  | Do  | Fr  | Sa  | So  |
| --- | --- | --- | --- | --- | --- | --- | --- |
| 17  |     |     |     |     |     | 1   | 2   |
| 18  | 3   | 4   | 5   | 6   | 7   | 8   | 9   |
| 19  | 10  | 11  | 12  | 13  | 14  | 15  | 16  |
| 20  | 17  | 18  | 19  | 20  | 21  | 22  | 23  |
| 21  | 24  | 25  | 26  | 27  | 28  | 29  | 30  |
| 22  | 31  |     |     |     |     |     |     |

| Juni | Juni | Juni | Juni | Juni | Juni | Juni | Juni |
| Kw   | Mo   | Di   | Mi   | Do   | Fr   | Sa   | So   |
| ---- | ---- | ---- | ---- | ---- | ---- | ---- | ---- |
| 22   |      | 1    | 2    | 3    | 4    | 5    | 6    |
| 23   | 7    | 8    | 9    | 10   | 11   | 12   | 13   |
| 24   | 14   | 15   | 16   | 17   | 18   | 19   | 20   |
| 25   | 21   | 22   | 23   | 24   | 25   | 26   | 27   |
| 26   | 28   | 29   | 30   |      |      |      |      |

| Juli | Juli | Juli | Juli | Juli | Juli | Juli | Juli |
| Kw   | Mo   | Di   | Mi   | Do   | Fr   | Sa   | So   |
| ---- | ---- | ---- | ---- | ---- | ---- | ---- | ---- |
| 26   |      |      |      | 1    | 2    | 3    | 4    |
| 27   | 5    | 6    | 7    | 8    | 9    | 10   | 11   |
| 28   | 12   | 13   | 14   | 15   | 16   | 17   | 18   |
| 29   | 19   | 20   | 21   | 22   | 23   | 24   | 25   |
| 30   | 26   | 27   | 28   | 29   | 30   | 31   |      |

| August | August | August | August | August | August | August | August |
| Kw     | Mo     | Di     | Mi     | Do     | Fr     | Sa     | So     |
| ------ | ------ | ------ | ------ | ------ | ------ | ------ | ------ |
| 30     |        |        |        |        |        |        | 1      |
| 31     | 2      | 3      | 4      | 5      | 6      | 7      | 8      |
| 32     | 9      | 10     | 11     | 12     | 13     | 14     | 15     |
| 33     | 16     | 17     | 18     | 19     | 20     | 21     | 22     |
| 34     | 23     | 24     | 25     | 26     | 27     | 28     | 29     |
| 35     | 30     | 31     |        |        |        |        |        |

| September | September | September | September | September | September | September | September |
| Kw        | Mo        | Di        | Mi        | Do        | Fr        | Sa        | So        |
| --------- | --------- | --------- | --------- | --------- | --------- | --------- | --------- |
| 35        |           |           | 1         | 2         | 3         | 4         | 5         |
| 36        | 6         | 7         | 8         | 9         | 10        | 11        | 12        |
| 37        | 13        | 14        | 15        | 16        | 17        | 18        | 19        |
| 38        | 20        | 21        | 22        | 23        | 24        | 25        | 26        |
| 39        | 27        | 28        | 29        | 30        |           |           |           |

| Oktober | Oktober | Oktober | Oktober | Oktober | Oktober | Oktober | Oktober |
| Kw      | Mo      | Di      | Mi      | Do      | Fr      | Sa      | So      |
| ------- | ------- | ------- | ------- | ------- | ------- | ------- | ------- |
| 39      |         |         |         |         | 1       | 2       | 3       |
| 40      | 4       | 5       | 6       | 7       | 8       | 9       | 10      |
| 41      | 11      | 12      | 13      | 14      | 15      | 16      | 17      |
| 42      | 18      | 19      | 20      | 21      | 22      | 23      | 24      |
| 43      | 25      | 26      | 27      | 28      | 29      | 30      | 31      |

| November | November | November | November | November | November | November | November |
| Kw       | Mo       | Di       | Mi       | Do       | Fr       | Sa       | So       |
| -------- | -------- | -------- | -------- | -------- | -------- | -------- | -------- |
| 44       | 1        | 2        | 3        | 4        | 5        | 6        | 7        |
| 45       | 8        | 9        | 10       | 11       | 12       | 13       | 14       |
| 46       | 15       | 16       | 17       | 18       | 19       | 20       | 21       |
| 47       | 22       | 23       | 24       | 25       | 26       | 27       | 28       |
| 48       | 29       | 30       |          |          |          |          |          |

| Dezember | Dezember | Dezember | Dezember | Dezember | Dezember | Dezember | Dezember |
| Kw       | Mo       | Di       | Mi       | Do       | Fr       | Sa       | So       |
| -------- | -------- | -------- | -------- | -------- | -------- | -------- | -------- |
| 48       |          |          | 1        | 2        | 3        | 4        | 5        |
| 49       | 6        | 7        | 8        | 9        | 10       | 11       | 12       |
| 50       | 13       | 14       | 15       | 16       | 17       | 18       | 19       |
| 51       | 20       | 21       | 22       | 23       | 24       | 25       | 26       |
| 52       | 27       | 28       | 29       | 30       | 31       |          |          |

| Januar | Januar | Januar | Januar | Januar | Januar | Januar | Januar |
| Kw     | Mo     | Di     | Mi     | Do     | Fr     | Sa     | So     |
| ------ | ------ | ------ | ------ | ------ | ------ | ------ | ------ |
| 53     |        |        |        |        | 1      | 2      | 3      |
| 1      | 4      | 5      | 6      | 7      | 8      | 9      | 10     |
| 2      | 11     | 12     | 13     | 14     | 15     | 16     | 17     |
| 3      | 18     | 19     | 20     | 21     | 22     | 23     | 24     |
| 4      | 25     | 26     | 27     | 28     | 29     | 30     | 31     |

| Februar | Februar | Februar | Februar | Februar | Februar | Februar | Februar |
| Kw      | Mo      | Di      | Mi      | Do      | Fr      | Sa      | So      |
| ------- | ------- | ------- | ------- | ------- | ------- | ------- | ------- |
| 5       | 1       | 2       | 3       | 4       | 5       | 6       | 7       |
| 6       | 8       | 9       | 10      | 11      | 12      | 13      | 14      |
| 7       | 15      | 16      | 17      | 18      | 19      | 20      | 21      |
| 8       | 22      | 23      | 24      | 25      | 26      | 27      | 28      |

| März | März | März | März | März | März | März | März |
| Kw   | Mo   | Di   | Mi   | Do   | Fr   | Sa   | So   |
| ---- | ---- | ---- | ---- | ---- | ---- | ---- | ---- |
| 9    | 1    | 2    | 3    | 4    | 5    | 6    | 7    |
| 10   | 8    | 9    | 10   | 11   | 12   | 13   | 14   |
| 11   | 15   | 16   | 17   | 18   | 19   | 20   | 21   |
| 12   | 22   | 23   | 24   | 25   | 26   | 27   | 28   |
| 13   | 29   | 30   | 31   |      |      |      |      |

| April | April | April | April | April | April | April | April |
| Kw    | Mo    | Di    | Mi    | Do    | Fr    | Sa    | So    |
| ----- | ----- | ----- | ----- | ----- | ----- | ----- | ----- |
| 13    |       |       |       | 1     | 2     | 3     | 4     |
| 14    | 5     | 6     | 7     | 8     | 9     | 10    | 11    |
| 15    | 12    | 13    | 14    | 15    | 16    | 17    | 18    |
| 16    | 19    | 20    | 21    | 22    | 23    | 24    | 25    |
| 17    | 26    | 27    | 28    | 29    | 30    |       |       |

| Mai | Mai | Mai | Mai | Mai | Mai | Mai | Mai |
| Kw  | Mo  | Di  | Mi  | Do  | Fr  | Sa  | So  |
| --- | --- | --- | --- | --- | --- | --- | --- |
| 17  |     |     |     |     |     | 1   | 2   |
| 18  | 3   | 4   | 5   | 6   | 7   | 8   | 9   |
| 19  | 10  | 11  | 12  | 13  | 14  | 15  | 16  |
| 20  | 17  | 18  | 19  | 20  | 21  | 22  | 23  |
| 21  | 24  | 25  | 26  | 27  | 28  | 29  | 30  |
| 22  | 31  |     |     |     |     |     |     |

| Juni | Juni | Juni | Juni | Juni | Juni | Juni | Juni |
| Kw   | Mo   | Di   | Mi   | Do   | Fr   | Sa   | So   |
| ---- | ---- | ---- | ---- | ---- | ---- | ---- | ---- |
| 22   |      | 1    | 2    | 3    | 4    | 5    | 6    |
| 23   | 7    | 8    | 9    | 10   | 11   | 12   | 13   |
| 24   | 14   | 15   | 16   | 17   | 18   | 19   | 20   |
| 25   | 21   | 22   | 23   | 24   | 25   | 26   | 27   |
| 26   | 28   | 29   | 30   |      |      |      |      |

| Juli | Juli | Juli | Juli | Juli | Juli | Juli | Juli |
| Kw   | Mo   | Di   | Mi   | Do   | Fr   | Sa   | So   |
| ---- | ---- | ---- | ---- | ---- | ---- | ---- | ---- |
| 26   |      |      |      | 1    | 2    | 3    | 4    |
| 27   | 5    | 6    | 7    | 8    | 9    | 10   | 11   |
| 28   | 12   | 13   | 14   | 15   | 16   | 17   | 18   |
| 29   | 19   | 20   | 21   | 22   | 23   | 24   | 25   |
| 30   | 26   | 27   | 28   | 29   | 30   | 31   |      |

| August | August | August | August | August | August | August | August |
| Kw     | Mo     | Di     | Mi     | Do     | Fr     | Sa     | So     |
| ------ | ------ | ------ | ------ | ------ | ------ | ------ | ------ |
| 30     |        |        |        |        |        |        | 1      |
| 31     | 2      | 3      | 4      | 5      | 6      | 7      | 8      |
| 32     | 9      | 10     | 11     | 12     | 13     | 14     | 15     |
| 33     | 16     | 17     | 18     | 19     | 20     | 21     | 22     |
| 34     | 23     | 24     | 25     | 26     | 27     | 28     | 29     |
| 35     | 30     | 31     |        |        |        |        |        |

| September | September | September | September | September | September | September | September |
| Kw        | Mo        | Di        | Mi        | Do        | Fr        | Sa        | So        |
| --------- | --------- | --------- | --------- | --------- | --------- | --------- | --------- |
| 35        |           |           | 1         | 2         | 3         | 4         | 5         |
| 36        | 6         | 7         | 8         | 9         | 10        | 11        | 12        |
| 37        | 13        | 14        | 15        | 16        | 17        | 18        | 19        |
| 38        | 20        | 21        | 22        | 23        | 24        | 25        | 26        |
| 39        | 27        | 28        | 29        | 30        |           |           |           |

| Oktober | Oktober | Oktober | Oktober | Oktober | Oktober | Oktober | Oktober |
| Kw      | Mo      | Di      | Mi      | Do      | Fr      | Sa      | So      |
| ------- | ------- | ------- | ------- | ------- | ------- | ------- | ------- |
| 39      |         |         |         |         | 1       | 2       | 3       |
| 40      | 4       | 5       | 6       | 7       | 8       | 9       | 10      |
| 41      | 11      | 12      | 13      | 14      | 15      | 16      | 17      |
| 42      | 18      | 19      | 20      | 21      | 22      | 23      | 24      |
| 43      | 25      | 26      | 27      | 28      | 29      | 30      | 31      |

| November | November | November | November | November | November | November | November |
| Kw       | Mo       | Di       | Mi       | Do       | Fr       | Sa       | So       |
| -------- | -------- | -------- | -------- | -------- | -------- | -------- | -------- |
| 44       | 1        | 2        | 3        | 4        | 5        | 6        | 7        |
| 45       | 8        | 9        | 10       | 11       | 12       | 13       | 14       |
| 46       | 15       | 16       | 17       | 18       | 19       | 20       | 21       |
| 47       | 22       | 23       | 24       | 25       | 26       | 27       | 28       |
| 48       | 29       | 30       |          |          |          |          |          |

| Dezember | Dezember | Dezember | Dezember | Dezember | Dezember | Dezember | Dezember |
| Kw       | Mo       | Di       | Mi       | Do       | Fr       | Sa       | So       |
| -------- | -------- | -------- | -------- | -------- | -------- | -------- | -------- |
| 48       |          |          | 1        | 2        | 3        | 4        | 5        |
| 49       | 6        | 7        | 8        | 9        | 10       | 11       | 12       |
| 50       | 13       | 14       | 15       | 16       | 17       | 18       | 19       |
| 51       | 20       | 21       | 22       | 23       | 24       | 25       | 26       |
| 52       | 27       | 28       | 29       | 30       | 31       |          |          |

## Ereignisse

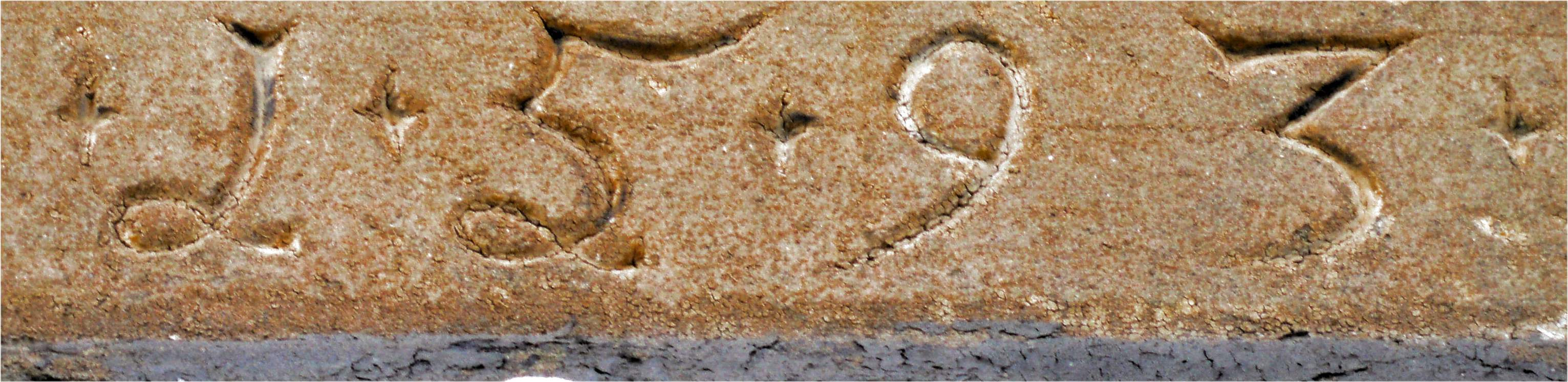
1593

### Politik und Weltgeschehen

#### Langer Türkenkrieg
- Aufgrund massiver beidseitiger Grenzverletzungen in Ungarn durch osmanische Akıncıs und habsburgische Uskoken weitet sich der seit mehreren Monaten schwelende Kleinkrieg zu einem offenen Krieg aus. Die Einfälle der Uskoken werden so groß, dass osmanische Kräfte aus der bosnischen Provinz unter Koca Sinan Pascha im Frühjahr den Grenzfluss Kupa überqueren und in kroatisches Gebiet einfallen. Bei diesem Vorstoß wird eine Anzahl habsburgischer Festungen erobert. Der habsburgische Kaiser Rudolf II. kündigt den Friedensvertrag aus dem Jahr 1547 und entsendet eine Streitmacht.
- 22. Juni: In der Schlacht bei Sissek können kroatisch-habsburgisch-ungarische Truppen unter Ruprecht von Eggenberg ein über den Grenzfluss Kupa eingedrungenes osmanisches Heer besiegen, das zahlenmäßig stark überlegen ist. Der Tod von 20.000 seiner Leute und ihres Befehlshabers Telli Hassan Pascha veranlasst Sultan Murad III. zur formellen Kriegserklärung gegenüber Kaiser Rudolf II., womit der so genannte Lange Türkenkrieg ausbricht, der bis 1606 dauern wird.

#### Weitere Ereignisse in Europa

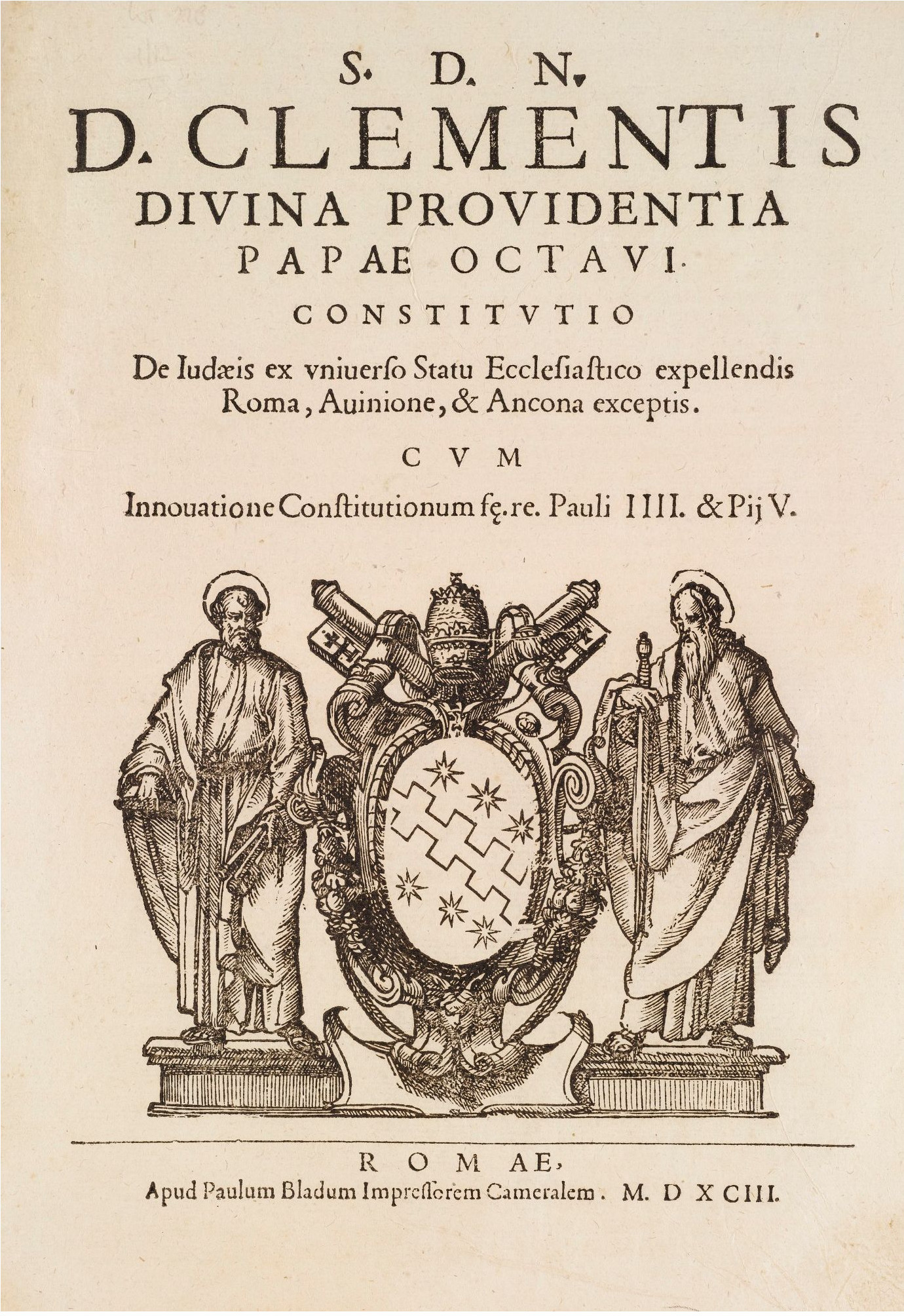
Titelblatt des Drucks der Bulle Caeca et obdurata

- 25. Februar: Mit der Bulle Caeca et obdurata veranlasst Papst Clemens VIII. die endgültige Vertreibung der Juden aus dem Kirchenstaat außer den Ghettos von Rom und Ancona. Sie müssen den Kirchenstaat innerhalb von drei Monaten verlassen, anderenfalls droht ihnen die Einziehung ihres Vermögens und die Verurteilung zu einer Galeerenstrafe. Davon sind vor allem die Juden betroffen, die sich seit der Wiederzulassung 1586 wieder im Kirchenstaat niedergelassen haben, außerdem Juden aus Gebieten, die erst später in den Machtbereich der Päpste gekommen sind. Dazu gehört vor allem die Stadt Bologna, die eine alte jüdische Gemeinden beherbergt. Die Bologneser Juden weichen daraufhin nach Ferrara und Modena aus, die unter der Herrschaft der Familie Este stehen.
- 25. Juli: Paris vaut bien une messe. Der französische König Heinrich IV. konvertiert vor seiner Krönung in Paris zum Katholizismus und kann dadurch die französischen Religionskriege beenden.
- 28. August: Nach dem Tod von Ludwig wird dessen entfernter Cousin Friedrich I. Herzog von Württemberg. Dessen Grafschaft Mömpelgard geht damit im Herzogtum auf.

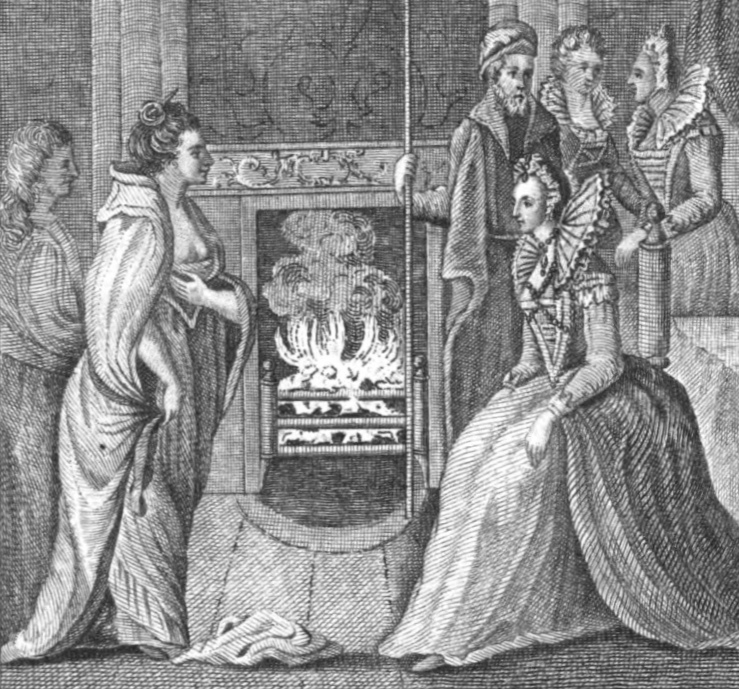
Grace O’Malley und Elisabeth I.

- Die englische Königin Elisabeth I. empfängt im Greenwich Palace die irische Piratin und Herrscherin Grace O’Malley.

#### Afrika
- 11. April: Die neu erbaute Festung Fort Jesus in Mombasa wird den Portugiesen zu ihrer Zweckbestimmung übergeben. Sie soll den Seeweg nach Indien sichern.

#### Asien
- 25. Januar: In der Schlacht bei Nong Sarai (Provinz Suphan Buri, Don Chedi) im Siamesisch-Birmanischen Krieg tötet König Naresuan aus dem Königreich Ayutthaya den birmanischen Thronfolger während eines Elefantenduells.

#### Städtegründungen
- In Westsibirien wird die Stadt Berjosowo von Kosaken als Festung gegründet. Es handelt sich um eine der ältesten russischen Siedlungen östlich des Urals.

### Wirtschaft

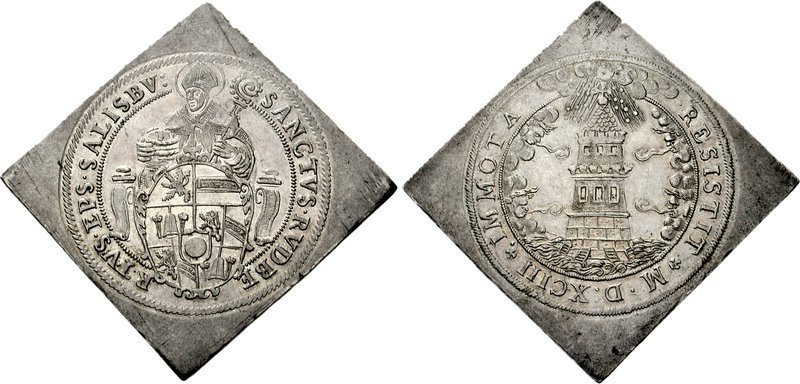
Turmtaler 1593

- Wolf Dietrich von Raitenau, Erzbischof von Salzburg, lässt in der Münze Salzburg die ersten Turmtaler prägen.
- Das Neunkircher Eisenwerk wird gegründet.

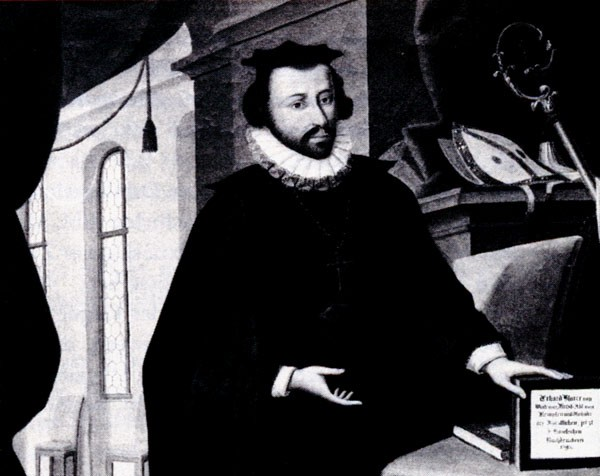
Fürstabt Johann Erhard Blarer von Wartensee

- verm. 1593: Johann Erhard Blarer von Wartensee, Fürstabt des Benediktinerstiftes in Kempten im Allgäu, gründet eine Hofbuchdruckerei (Typographia ducalis (Monasterii) Campidonensis), aus der sich mit der Zeit der Kösel-Verlag entwickelt.

### Wissenschaft und Technik
- Galileo Galilei erfindet das heute so genannte Galileo-Thermometer.

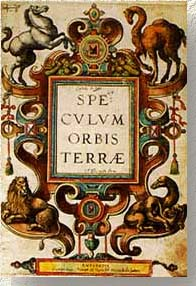
Titelseite des Speculum Orbis Terræ

- Der niederländische Kartograph Cornelis de Jode veröffentlicht unter dem Titel Speculum Orbis Terræ eine erweiterte Neuausgabe des Atlas seines Vaters Gerard de Jode.

### Kultur

#### Sonstiges
- Antonio Tempesta publiziert seinen von zwölf Platten gedruckten Stadtplan von Rom.
- Die Künstlervereinigung Accademia di San Luca wird in Rom von Papst Gregor XIII. initiiert und von dem Maler Federico Zuccari zusammen mit Kardinal Federico Borromeo gegründet.

### Gesellschaft
- In Leinsweiler wird erstmals die Böhämmerjagd erwähnt.

## Historische Karten und Ansichten

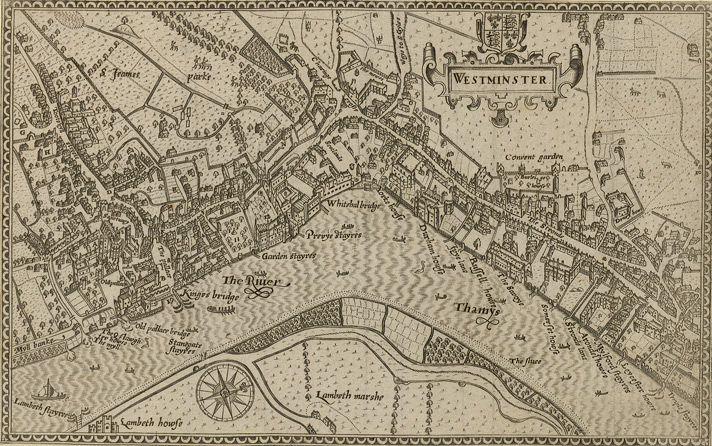
Westminster 1593

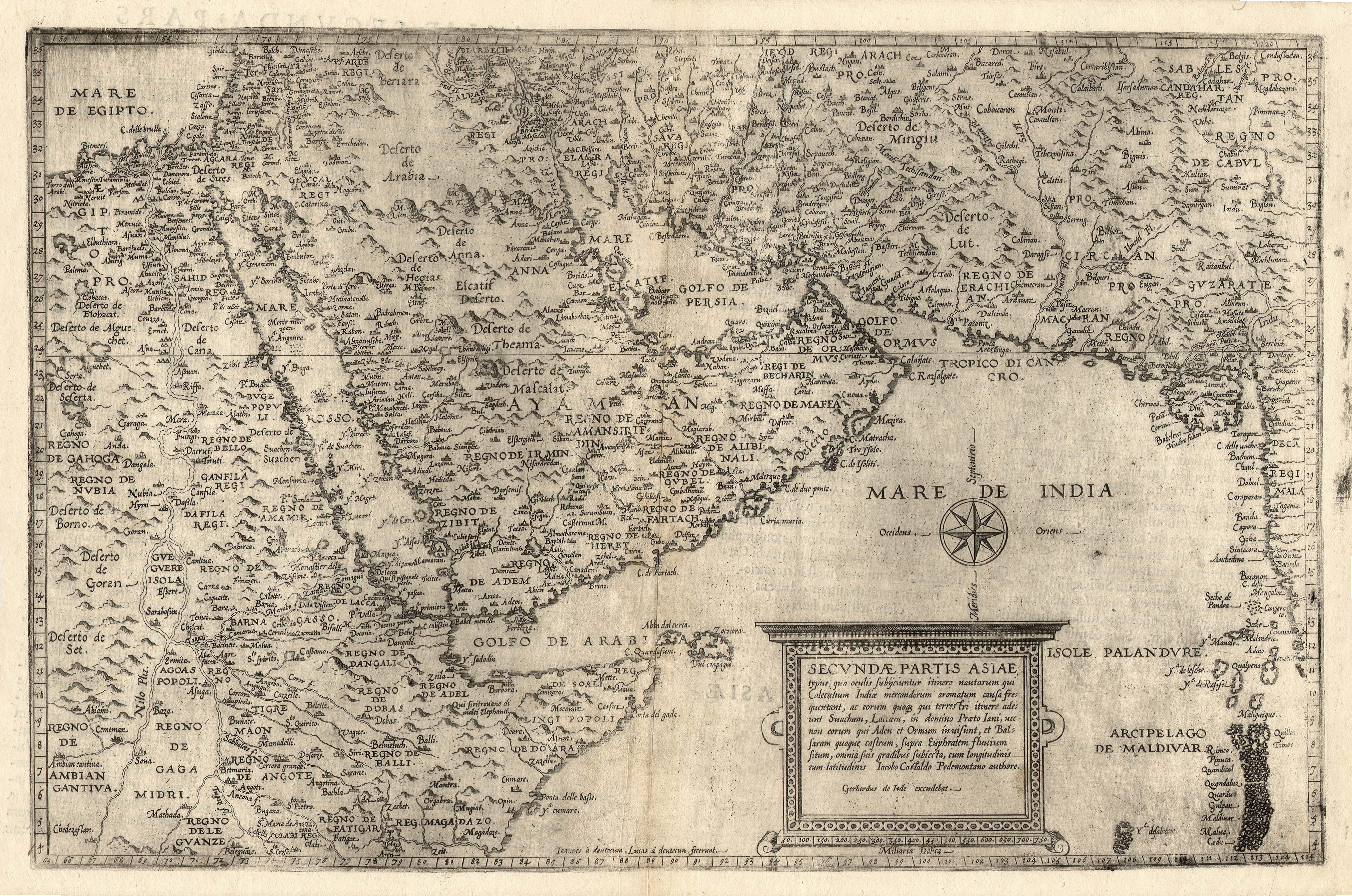
Secunda Partis Asiae 1593

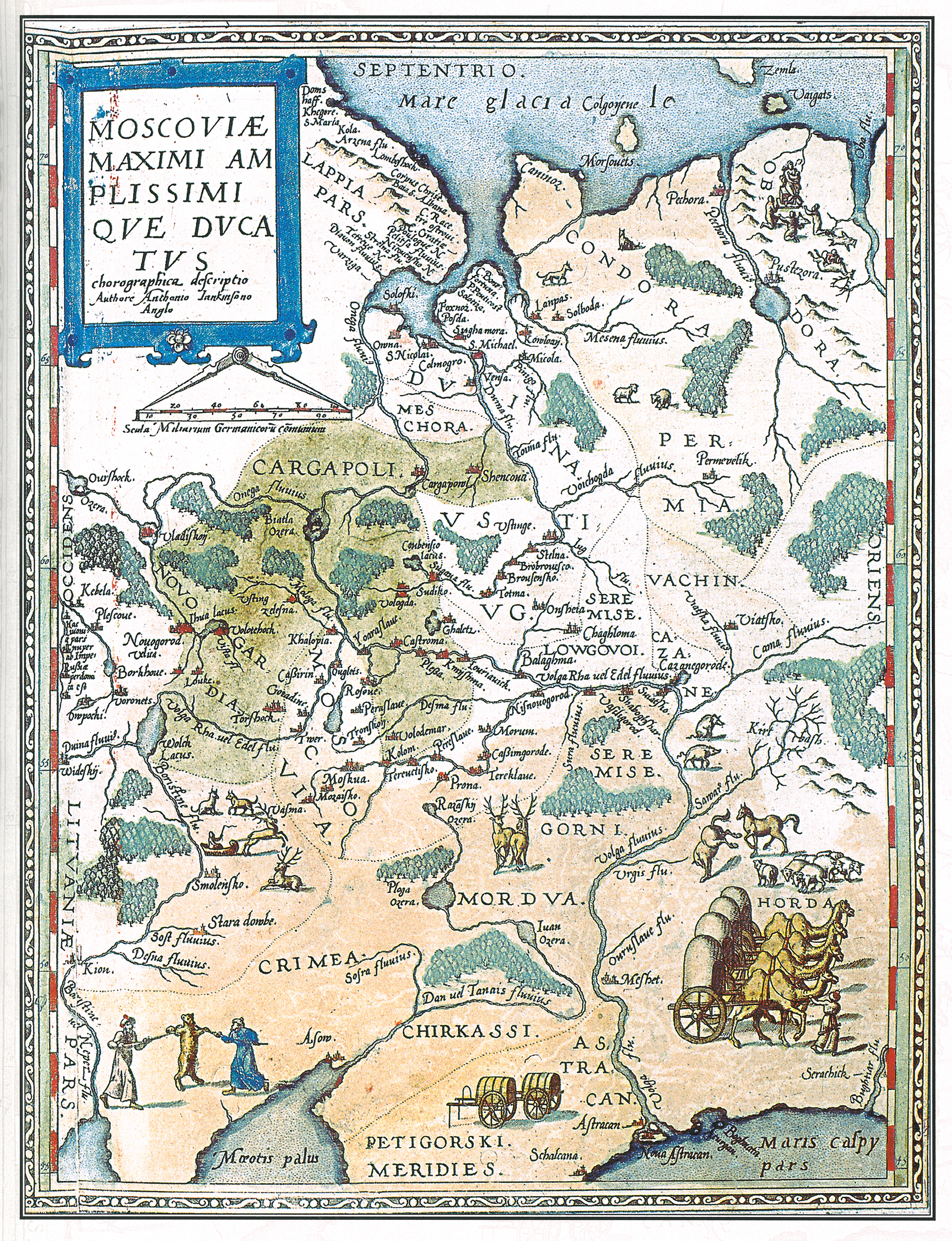
Karte des Moskowiter Reiches 1593 von Antony Jenkinson und Gerard de Jode

## Geboren

### Erstes Halbjahr
- 10. Januar: Moritz von Savoyen, Kardinal der Römischen Kirche († 1657)
- 17. Januar: William Backhouse, englischer Alchemist († 1662)
- 29. Januar: Johann von Geyso, hessen-kasselscher Generalleutnant im Dreißigjährigen Krieg († 1661)
- 02. Februar: Johannes Brandmüller, Schweizer evangelischer Geistlicher († 1664)
- 01. März: Francesco Carretto de Grana, kaiserlicher Feldmarschall, Kämmerer, Hofkriegsrat und Botschafter († 1651)
- 01. März: Franz Wilhelm von Wartenberg, Kardinal, Fürstbischof von Osnabrück und Regensburg sowie kurkölnischer Premierminister († 1661)
- 25. März: Jean de Brébeuf, französischer Jesuit, der im Gebiet der Wyandot das Evangelium verkündete († 1649)
- 03. April: George Herbert, englischer Dichter († 1633)
- 06. April: Michael Walther der Ältere, deutscher lutherischer Theologe († 1662)
- 13. April: Thomas Wentworth, 1. Earl of Strafford, englischer Staatsmann († 1641)
- 02. Mai: Caterina de’ Medici, Herzogin von Mantua und Montferrat († 1629)
- 17. Mai: Benedikt von Ahlefeldt, Erbherr auf Haseldorf, Osterrade, Kluvensiek und Klosterpropst zu Uetersen († 1634)
- 19. Mai: Jacob Jordaens, flämischer Maler († 1678)
- 20. Mai: Salomo Glassius, deutscher lutherischer Theologe († 1656)
- 30. Mai: Hans Wilhelm von Boxberg, deutscher Kaufmann und Bergbauunternehmer († 1638)
- 02. Juni: Samuel Edel, deutscher lutherischer Theologe († 1652)
- 08. Juni: Georg I. Rákóczi, Fürst von Siebenbürgen († 1648)
- 22. Juni: John Gell, englischer Politiker und Feldherr († 1671)
- 23. Juni: Elisabeth von Braunschweig-Wolfenbüttel, Herzogin von Sachsen-Altenburg († 1650)
- 24. Juni: Abraham von Franckenberg, schlesischer Mystiker († 1652)

### Zweites Halbjahr
- 08. Juli: Artemisia Gentileschi, italienische Malerin († 1653)
- 11. Juli: Konrad Carpzov, deutscher Rechtswissenschaftler und Staatsmann († 1658)
- 20. Juli: Heinrich Ernst zu Stolberg, Graf von Stolberg-Wernigerode († 1672)
- 30. Juli: Wilhelm, Markgraf von Baden († 1677)
- 09. August: Izaak Walton, englischer Schriftsteller († 1683)
- 29. August: Toyotomi Hideyori, japanischer Samurai und Feldherr († 1615)
- 22. September: Matthäus Merian, Schweizer Kartograf († 1650)
- 06. Oktober: Jobst Hermann, Graf von Schaumburg und Holstein-Pinneberg († 1635)
- 09. Oktober: Nicolaes Tulp, niederländischer Chirurg und Anatom sowie Bürgermeister in Amsterdam († 1674)
- 10. Oktober: Georg Pauli-Stravius, Weihbischof in Köln († 1661)
- 13. Oktober: Sixtinus Amama, niederländischer Theologe und Orientalist († 1639)
- 18. Oktober: Karl Friedrich I., Herzog von Oels und Bernstadt († 1647)
- 20. Oktober: Melchior Graf von Hatzfeldt, kaiserlicher Feldherr († 1658)
- 01. November: Abel Servien, französischer Diplomat und Staatsmann († 1659)
- 21. November: Jakob Lampadius, braunschweig-lüneburgischer Staatsmann († 1649)
- 30. November: Johann Dilliger, deutscher evangelischer Theologe und Komponist († 1647)
- 05. Dezember: Liborius Wagner, katholischer Priester; wurde 1974 seliggesprochen († 1631)
- 31. Dezember: Agnès Arnauld, französische Nonne, Äbtissin von Port-Royal († 1671)

### Genaues Geburtsdatum unbekannt
- Nicholas Easton, englischer Politiker († 1675)
- Thomas James, englischer Seefahrer († 1635)

## Gestorben
- 13. Januar: Szymon Budny, polnisch-belarussischer Humanist und Bibelübersetzer, führender Vertreter des polnisch-litauischen Unitarismus (* 1530)
- 06. Februar: Jacques Amyot, französischer Schriftsteller und Theologe (* 1513)
- 06. Februar: Ogimachi, 106. Kaiser von Japan (* 1517)
- 10. Februar: Hans Burkhard von Anweil, deutscher Adliger (* um 1531)
- 08. März: Paul Luther, deutscher Mediziner und Leibarzt des Herzogs von Sachsen, Sohn Martin Luthers (* 1533)
- 23. März: Henry Barrowe, englischer Puritaner (* um 1550)
- 31. März: Johannes von Schröter, deutscher Mediziner und erster Rektor der Universität Jena (* 1513)
- 05. April: John Greenwood, englischer Dichter (* 1556)
- 30. Mai: Christopher Marlowe, englischer Dichter der elisabethanischen Zeit (* 1564)
- 10. Juli: Daniel von Büren der Jüngere, Bürgermeister von Bremen (* 1512)
- 11. Juli: Giuseppe Arcimboldo, italienischer Maler (* 1527)
- 14. August: Martin Mirus, deutscher lutherischer Theologe und sächsischer Oberhofprediger (* 1532)
- 18. August: Ludwig, Herzog von Württemberg (* 1554)
- 19. August: Antonio Veneziano, italienischer Dichter (* 1543)
- 05. September: Andreas von Auersperg, österreichisch-slowenischer Heerführer (* 1556)
- 09. September: Antonio Calcagni, italienischer Bildhauer und Bronzegießer (* 1536)
- 11. November: Albrecht, Graf von Nassau-Weilburg (* 1537)
- 02. Dezember: Alfonso Felice d’Avalos d’Aquino d’Aragona, italienischer Adeliger (* 1564)